# Municipio de Clayton (condado de Genesee)
El municipio de Clayton (en inglés: Clayton Township) es un municipio ubicado en el condado de Genesee en el estado estadounidense de Míchigan. En el año 2010 tenía una población de 7581 habitantes y una densidad poblacional de 85,55 personas por km².

## Geografía
El municipio de Clayton se encuentra ubicado en las coordenadas 43°0′32″N 83°52′9″O / 43.00889, -83.86917. Según la Oficina del Censo de los Estados Unidos, el municipio tiene una superficie total de 88.61 km², de la cual 88.47 km² corresponden a tierra firme y (0.16%) 0.14 km² es agua.

## Demografía
Según el censo de 2010, había 7581 personas residiendo en el municipio de Clayton. La densidad de población era de 85,55 hab./km². De los 7581 habitantes, el municipio de Clayton estaba compuesto por el 93.23% blancos, el 3.22% eran afroamericanos, el 0.51% eran amerindios, el 0.69% eran asiáticos, el 0.05% eran isleños del Pacífico, el 0.84% eran de otras razas y el 1.45% pertenecían a dos o más razas. Del total de la población el 2.84% eran hispanos o latinos de cualquier raza.